# Moung Ruessei
Moung Ruessei är ett distrikt i Kambodja.   Det ligger i provinsen Battambang, i den västra delen av landet, 210 km nordväst om huvudstaden Phnom Penh.